# Sofia Tolstoj

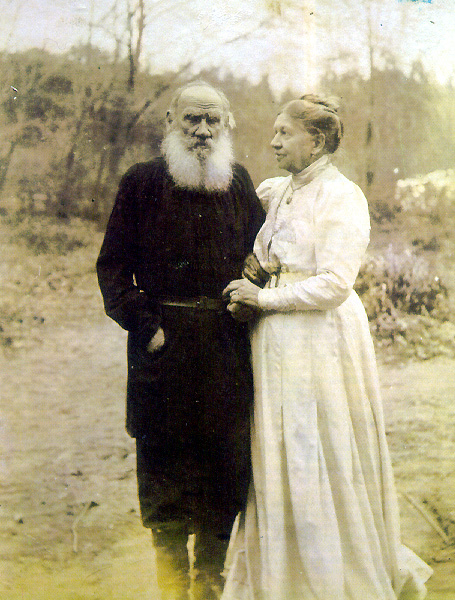
Fotografi av Sofia Tolstoj och maken Leo Tolstoj 23 september 1910 på parets 48:e bröllopsdag, en kort tid innan Leo Tolstoj avvek från hemmet och snart därefter dog.

Sofia Andrejevna Tolstoj (ryska: Со́фья Андре́евна Толста́я, tr. Sofia Andrejevna Tolstaja), född Bers den 22 augusti 1844 i Moskva, död 4 november 1919 på Jasnaja Poljana i guvernementet Tula, var en rysk författare och fotograf samt hustru till Leo Tolstoj.

## Biografi
Sofia Tolstoj var den andra av tre döttrar till hovläkaren Andrej Behrs (1808-68) och hans hustru Liubov Behrs, född Islawina (1826-86). Hon växte upp i Kreml och tog examen som guvernant vid Moskvauniversitet 1861. Hon gifte sig året därpå vid 18 års ålder med den då 34-årige Leo Tolstoj, som var en vän i familjen och en redan känd författare. Paret bosatte sig på Tolstojs familjeegendom Jasnaja Poljana nära Tula.
Hon  var gravid 16 gånger och fick 13 barn, av vilka åtta överlevde barnaåren. Familjen var förmögen genom inkomster från makens egendomar och böcker. 
Sofia Tolstoj hjälpte maken i dennes skrivarbete. Hon renskrev till exempel hela manuskriptet till Krig och fred sju gånger. År 1887 började hon på allvar att fotografera med en bärbar Kodak-kamera och tog fler än tusen bilder under femton år, vilka dokumenterade hennes och Leo Tolstojs liv och slutåren för det tsaristiska Ryssland. Hon skrev dagböcker under hela sitt liv, i vilka hon dokumenterade livet med Leo Tolstoj och vilka senare publicerades. Hon skrev också en självbiografi, som avslutades 1914.
Äktenskapet blev under de senare åren av Leo Tolstojs liv problematiskt, bland annat på grund av dennes önskemål att ge bort sin egendom och leva ett asketiskt liv. Han hade också vid denna tid lärjungen Vladimir Chertkov (1854-1936), vilken önskade framstå som Tolstojs närmaste förtrogne och som i Tolstojs levnadstecknare negativt beskrivit Sofia Tolstoj för eftervärlden. Leo Tolstoj avvek till slut från godset vid 82 års ålder 1910 tillsammans med sin läkare och dottern Alexandra, varefter han dog tio dagar senare. Sofia Tolstoj fortsatte att bo på Jasnaja Poljana. Hon levde där under ryska revolutionen och dog där 1919.
Sofia Tolstojs fotografier låg länge bortglömda. De återupptäcktes på 2000-talet i Tolstojmuseet i Moskva av kuratorn och historikern Leah Bendavid-Vahl och publicerades 2007.
| ”               | Jag försöker att överbevisa mig själv om att äkta lycka kommer ur att genomföra sina plikter, och jag tvingar mig att skriva allt hans arbete och att göra alla mina andra uppgifter. Men ibland förlorar jag styrkan och längtar efter lite personlig lycka, privatliv och arbete som är helt mitt eget. | „ |
| – Sofia Tolstoj | |   |